# 彼得拉·施奈德
彼得拉·施奈德（德語：Petra Schneider，1963年1月11日—），德国女子游泳运动员。她曾代表东德参加1980年夏季奥林匹克运动会游泳比赛，获得女子400米个人混合泳金牌和女子400米自由泳银牌。